# Санітарні рубки

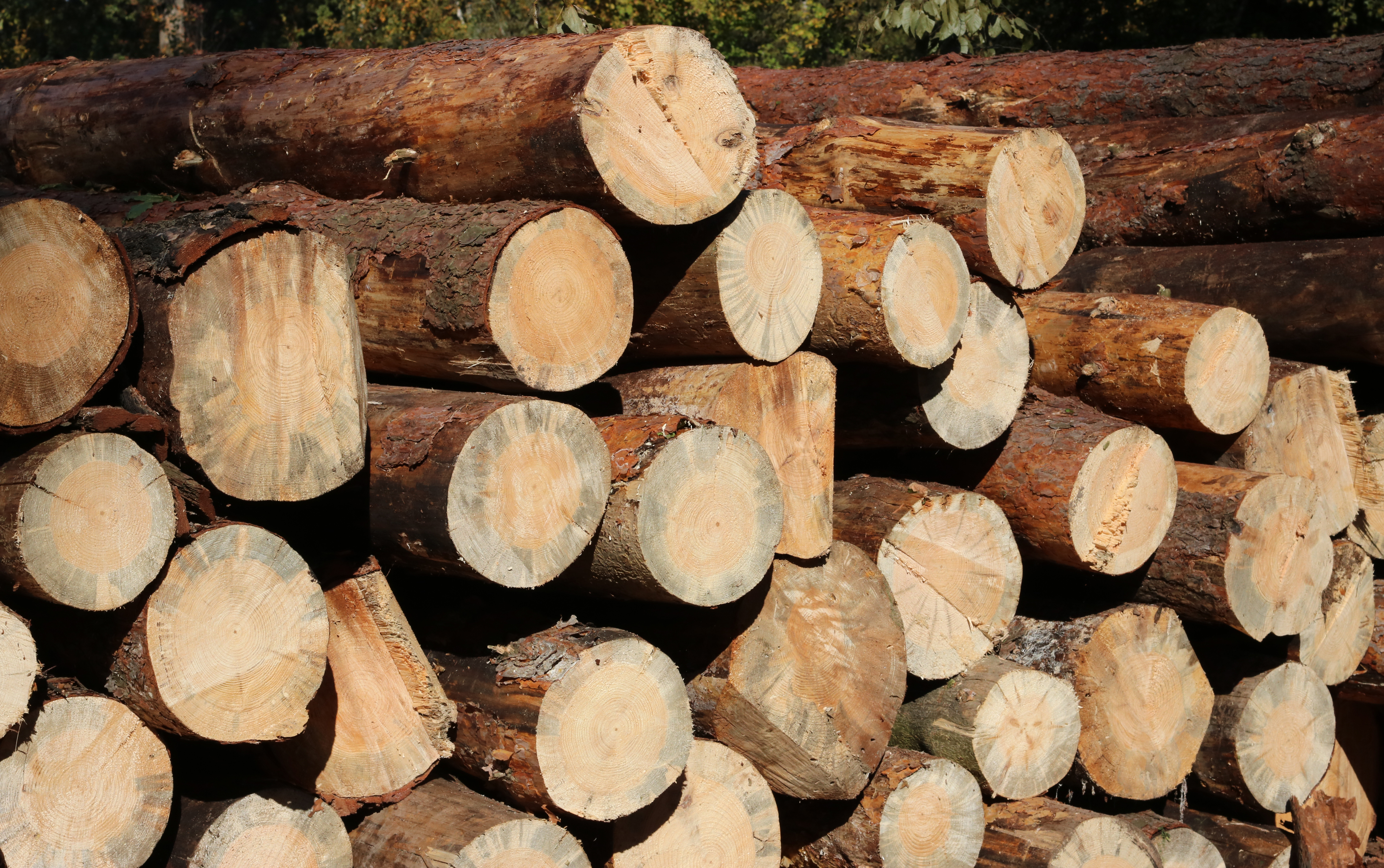
Колоди після санітарної рубки. Україна, Вінницький район

Санітарні рубки — це вилучення з лісу сухостійних, засихаючих, дуже ослаблених, пошкоджених шкідниками, хворобами або внаслідок стихійних явищ, техногенних впливів окремих дерев або їх груп. Санітарні рубки можуть бути вибірковими (коли вирубується одне дерево або їх група із запасом 5 і більше м3 на гектар) або суцільними (коли вирубуються дерева на площі 0,1 га і більше). Санітарні рубки відносять до так званих «санітарно-оздоровчих заходів». Проводяться силами лісокористувачів. Відповідно до Санітарних правил в лісах України, затверджених Кабміном України 27 липня 1995 р. № 555, Правил поліпшення якісного складу лісів, затверджених Кабміном України 12 травня 2007 р. № 724, є обов'язковим заходом в лісах України.

## Проведення санітарних рубок в об'єктах природно-заповідного фонду України
Щорічно у природних і біосферних заповідниках санітарними і іншими рубками рубається 17841 м3 на площі 533 га, в національних природних парках — 328289 м3 на площі 18720 га, в регіональних ландшафтних парках — 65496 м3 на площі 4512 га, в заповідниках — 412488 м3 на площі 9600 га, в заповідних урочищах — 105432 м3 на площі 2040 га, в пам'ятках природи — 4584 м3 на площі 192 га, в дендропарках — 1800 м3 деревини на площі 600 га. Всього ж в Україні в даних об'єктах ПЗФ щорічно рубається близько 936 000 м3 деревини на площі близько 36 000 га. Проте якщо додати рубки, що проводяться в штучно створених об'єктах ПЗФ — ботанічних садах, зоопарках, парках-пам'ятниках садо-паркового мистецтва, то загальна цифра заготовленого лісу може скласти 1 млн м3, що складає 1/15-1/17 щорічної заготівлі деревини в Україні. Усе це свідчить про широкомасштабну і екологічно небезпечну рубку лісу в об'єктах ПЗФ. При цьому в 15 нацпарках рубки ведуться без лімітів, в 10 нацпарках ліміти на рубки незаконно перевищені, в 12 нацпарках на землях, що належить іншим користувачам, найчастіше лісгоспам, рубки ведуться без лімітів і взагалі без будь-якого контролю. Нацпарки навіть не знають, скільки там рубається дерев. 

Санітарні рубки нерідко проводяться навіть в заповідних зонах.
У національному парку Сколівські Бескиди в заповідній зоні у 2015 році планували провести вибіркові санітарні рубки на площі 1175,1 га, суцільні санітарні рубки — на площі 408,4 га. У Яворівському національному парку в заповідній зоні заплановано провести санітарні рубки на площі 56,4 га. У Дермансько-Острозькому національному парку в заповідній зоні були заплановані санітарні рубки на площі 19,1 га. У Вижницькому національному парку в заповідній зоні були заплановані вибіркові санітарні рубки на площі 99,4 га.

## Санітарні рубки і боротьба з шкідниками і хворобами лісу
Санітарні рубки, названі як «санітарно-оздоровчі заходи» в лісогосподарській літературі рекомендуються як ефективні заходи для боротьби з шкідливими комахами і хворобами лісу. В той же час на думку д.с-г. н., зав. лабораторією захисту лісу Українського НДІ лісового господарства і агролісомеліорації В. Л. Мешкової «проведення санітарних заходів рідко призводить до поліпшення стану лісів». На думку д.б.н. С. Ф. Негруцького, санітарні рубки як метод боротьби з кореневою губкою є даремними. До такої ж думки приходить і лісовод, к.с-г.н. О. М. Краснитський. Тому деякі фахівці-екологи вважають, що санітарні рубки лісу по суті є звичайним прикриттям для комерційної заготівлі лісу в об'єктах природно-заповідного фонду.

## Шкода від санітарних рубок для біорізноманітності
Санітарні рубки завдають величезного збитку видам тварин і рослин, занесених до Червоної книги України і Списків Бернської конвенції. Від рубок лісу в заповідниках, національних природних парках, регіональних ландшафтних парках, заповідниках і інших об'єктах природно-заповідного фонду страждає 122 червонокнижні види (89 видів фауни і 33 види флори з Червоної книги України), а також 119 видів тварин, занесених до Списку 2 Бернської конвенції (1 вид рептилій, 6 видів комах, 4 види земноводних, 15 видів ссавців, 93 види птахів).
Рубки лісу ведуть на території ПЗФ цілорічно. У результаті заповідники, національні парки, заповідники і інші об'єкти ПЗФ не виконують відведеного ним завдання з охорони біорізноманітності. Так, зі 138 IBA-територій України, важливих для охорони птахів, 38 територій (28 %) через різні рубки лісу втрачають свою екологічну цінність. Знищення цих видів тварин і рослин, а також їхніх жител і місць розмноження під час рубок і трелювання лісу в основному відбувається завдяки наступним діям:
1. Вирубують сухостійні, трухляві, дуплисті дерева, забираються купи хмизу, що є місцями виведення потомства більше 55 видів тварин з Бернської конвенції. Це — кажани (усі занесені в Червону книгу України), майже усі синиці, дятли, сови, багато мухоловок, повзик, підкоришник, луток, горихвістка, а також деякі комахи-ксилобіонти, що розвиваються в трухлявій деревині (жук-олень (Червона книга України) та ін.).

За даними наукових досліджень, після рубок догляду щільність населення птахів і їх видовий склад зменшується приблизно в 2 рази. 

1. Вирубують стиглі здорові дерева, а також молоді дерева і кущі, що є місцями гніздування більше 40 видів птахів з Бернської конвенції, які влаштовують свої гнізда в кронах дерев і в кущах. Це — майже усі хижі птахи (практично усі занесені в Червону книгу України), корольки, солов'ї, сорокопуди, декілька видів синиць, чорний лелека, шишкарі, горіхівка, славки та ін. Слід зазначити, що хижі птахи і чорний лелека, завдяки гніздовому консерватизму, вирощують пташенят в одних і тих же гніздах упродовж 5 і більше років. Знищене під час рубки дерево з гніздом хижого птаха нерідко робить неможливим гніздування цих птахів в цілому лісовому масиві.
2. Під час санітарних рубок знищуються житла таких рідкісних видів птахів як сірий журавель, пугач, глухар (Червона книга України і конвенція Берну), рябчик і тетерук (Червона книга України).
3. Під час вивезення деревини по лісових дорогах знищуються тритон карпатський (Конвенція Берну і Червона книга України) і тритон альпійський (Червона книга України), що мешкають у маленьких калюжах на лісових дорогах.
4. Під час рубок вивозиться деревина, де мешкає величезна кількість рідкісних комах і їх личинок, занесених в Червону книгу України і конвенцію Берну.
5. Після проведення рубок нерідко відбувається висихання невеликих лісових водойм, де мешкають види, занесені в Списки Бернської конвенції (болотяна черепаха, гребінчастий тритон).
6. Проведення рубок і вивезення деревини провокує появу нових лісових доріг, що є ще однією причиною знищення жител рідкісних видів тварин і рослин.
7. Під час рубок знищуються місця зростання 33 видів рослин і грибів, занесених в Червону книгу України. В першу чергу це плавуни — діфазіаструм Цайлера, триколосковий, альпійський, плавун річний, а також лілія лісова, орхідея-гніздівка, черемша, пролісок звичайний, любка дволиста і зеленоквіткова, гроздовник віргінський, дафнія Софії, гудайера повзуча, 13 видів лишайників — кладонія альпійська, лобарія широка, легенева, неврома рівна, загорнута, стиктаза копчена, лісова та ін. 11 видів грибів — спарасис кучерявий, трутовик коренелюбний, шишкогриб лускатий, пізоліт безкореневий та ін.
8. З точки зору охорони ентомофауни, чим дерево гниліше, тим воно цінніше. Так, деякі види червонокнижних комах живуть тільки в дуплах старих дерев (жук-відлюдник та ін.). Є червонокнижні види комах, які мешкають тільки в повалених, загниваючих деревах (жук-олень, златка блискуча, морімус темний і ін.). Багато червонокнижних видів комах є видами-ксилобіонтами, життєвий цикл яких проходить в деревині і будь-які рубки лісу і вивезення деревини для них закінчуються загибеллю. Тому санітарні рубки, під час яких знищуються старі, сухі, дуплисті дерева, є екологічною катастрофою для багатьох видів ентомофауни.
9. Рубки лісу порушують закономірності природного відбору і сприяють негативній селекції, негативно впливають на водний режим ґрунтів, накопичення гумусу, через вивезення деревини з лісу вилучаються мінеральні речовини. При проведенні вибіркових рубок під час падіння зрубаних дерев ушкоджуються ті, що залишилися.
10. Санітарні рубки лісу знищують місця залягання ведмедя в зимівлю (старі дуплисті дерева, буреломи, засмічені ділянки). Рубки взимку турбують ведмедів у барлогах, що сприяє високій смертності молодняку[9][14][15][16][17][18][12][10][19].

## Вимоги природоохоронного законодавства
Згідно українського і міжнародного природоохоронного законодавства, заходи по ліквідації захаращеності і санітарні рубки в лісах природно-заповідного фонду є незаконними, оскільки порушують наступні законодавчі акти:
1. Cт. 39 Закону України «Про тваринний світ», забороняє знищувати житла тварин при лісогосподарських заходах[3].
2. Cт. 6 Бернської конвенції, яка забороняє умисне вбивство диких тварин, занесених до Списку 2 цієї конвенції, а також нанесення умисної шкоди місцям виведення потомства або відпочинку або їх знищення, умисне порушення спокою дикої фауни, особливо в період виведення потомства або зимівлі, а також умисне знищення яєць[3].
3. ст. 3 Угоди про охорону кажанів в Європі, яка відносно усіх видів кажанів забороняє їх вбивство і зобов'язує Україну як сторону цієї Угоди, звернути необхідну увагу на охорону їх жител[3].
4. Cт. 90 Кодексу України про адміністративні правопорушення, яка забороняє погіршення жител (зростання) і рослин червонокнижних тварин, а також їх знищення[3].
5. Cт. 20 Закону України «Про Червону книгу України», яка встановлює відповідальність за знищення червонокнижних видів, погіршення місць зростання, мешкання червонокнижних видів і виконання інших дій, які завдають збитку червонокнижним видам[3].
6. Cт. 16 Закону України «Про природно-заповідний фонд України», яка забороняє у природних заповідниках, а також в заповідних зонах біосферних заповідників, національних природних парків і регіональних природних парків знищення диких тварин, їх жител і гніздування, а також проведення таких санітарних заходів, які порушують режим заповідника[3].
7. У зв'язку з входженням України до Євросоюзу, санітарні і інші рубки в заповідниках і інших об'єктах ПЗФ порушують ст. 2, 4, 5 Директив Ради Європи від 2.04.1979 р. «Про охорону диких птахів» і ст. 6, 12, 13 Директив Ради Європи від 21.05.1992 р. «Про охорону природних жител і дикої фауни і флори». Ці статті забороняють будь-які порушення на територіях, що охороняються, які негативно впливають на птахів, а також умисне знищення гнізд, яєць птахів, умисне порушення спокою птахів, особливо в період розмноження і виведення потомства, а також погіршення або знищення жител видів, що охороняються, на територіях, що охороняються, або занепокоєння виду в період розмноження, вирощування потомство, міграції або сплячки, а також пряме знищення рослин або тварин цих видів[3].

Нині в Окружному адміністративному суді м. Києва розглядається позов Київського еколого-культурного центру і Екоправо-Київ до Кабінету Міністрів України з вимогою привести Санітарні правила в лісах України, затверджені Кабміном України 27 липня 1995 р. № 555 і Правила поліпшення якісного складу лісів, затверджені Кабміном України 12 травня 2007 р. № 724 в частині проведення заходів по ліквідації захаращеності і санітарних рубок в об'єктах природно-заповідного фонду у відповідність до природоохоронного законодавства.
Новий варіант Санітарних правил в лісах України,розроблений спільно з екологами, був затверджений Постановою Кабінету Міністрів України № 756 від 26.10.2016 р. Цією ж Постановою невеликі, але важливі зміни було внесено і в Правила поліпшення якісного складу лісів

### Доповнення до нових Санітарних правил в лісах України, прийняті Постановою Кабінету Міністрів України №756 від 26.10.2016р., передбачають
1. Суцільні і вибіркові санітарні рубки заборонені, згідно ст. 39 Закону України «Про тваринний світ», з 1 квітня по 15 червня.
2. У природних заповідниках, заповідних зонах біосферних заповідників, національних парків, регіональних ландшафтних парків, а також в заповідних урочищах і пам'ятках природи заборонені суцільні і вибіркові рубки, у тому числі вирубування дуплистих, сухостійних, фаутних дерев і ліквідація захаращеності (боротьба з мертвою деревиною). (Цей же пункт продубльований у Правилах поліпшення якісного складу лісів).
3. У зонах регульованої і стаціонарної рекреації національних парків, буферних зонах біосферних заповідників, а також в заповідниках — загальнозоологічних, ботанічних, лісових орнітологічних і ландшафтних забороняються суцільні санітарні рубки.
4. Будь-які види санітарних і інших рубок, а також боротьба із засміченістю забороняються біля місць гніздування рідкісних видів хижих птахів, занесених в Червону книгу України (радіус 500 м), чорного лелеки (радіус 1000 м) і токовищ глухарів і тетеруків (радіус 300 м).
5. Відбір дерев для санітарних рубок у межах природно-заповідного фонду тепер повинен проводитися за участю головного природознавця, а в тих об'єктах ПЗФ, де немає спеціальної адміністрації, — за участю особи, відповідальної за цей заповідний об'єкт, у веденні якого він перебуває.
6. Повнота деревного насадження, де після проведення вибіркових рубок можна проводити рубки суцільні, понижена з 0,4-0,5 до 0,1.
7. Об'єми суцільних санітарних рубок повинні входити в загальні об'єми розрахункової лісосіки рубок головного користування.
8. Лісокористувачі повинні інформувати обласні держадміністрації, органи місцевого самоврядування, громадськість про плановану суцільну рубку.
9. У межах об'єктів ПЗФ, для проведення суцільної рубки, у тому числі і на території без вилучення, має бути позитивне рішення науково-технічної ради національного парку або іншої установи ПЗФ.
10. У об'єктах ПЗФ наявність мертвої деревини збільшена з 3 м3 до 30 м3 на один гектар.
11. Підлягають збереженню окремі повалені сухостійні дерева, які служать житлом об'єктам живої природи.
12. Санітарні рубки повинні узгоджуватися з Департаментами екології облдержадміністрацій для усіх категорій об'єктів ПЗФ, у тому числі для заповідників і господарських зон національних парків і регіональних ландшафтних парків.
13. Для проведення вибіркових санітарних рубок також, як для проведення суцільних санітарних рубок необхідно отримати укладення лісопатологів[22][21].

### Плановані доповнення до Санітарних правил в лісах України
1. Виключити проведення суцільних санітарних рубок в усіх без винятку категоріях заповідників (ентомологічні, іхтіологічні, гідрологічні, загальногеологічні, палеонтологічні), а також у господарських зонах національних парків, регіональних ландшафтних парків.
2. Заборонити вирубування дуплистих, сухостійних, фаутних дерев в усіх без виключеннях категоріях об'єктів ПЗФ (зараз доки це заборонено в природних заповідниках, заповідних зонах, заповідних урочищах і пам'ятках природи).
3. Розповсюдити створення охоронних зон також на житла інших видів тварин (амфібії, рептилії, комахи, молюски, ссавці), рослин і грибів, занесених в Червону книгу України.
4. Дозволити наявність мертвої деревини в господарських лісах до 30 м3 на 1 га, а в лісах об'єктів ПЗФ — понад 100 м3 на 1 га.
5. Заборонити проведення усіх видів санітарних рубок і боротьбу із захаращеністю в пралісах[22].

## Ресурси Інтернету
- Державне агентство лісових ресурсів України. [Архівовано 17 червня 2011 у Wayback Machine.]
- Український лісовод [Архівовано 6 липня 2015 у Wayback Machine.] — портал українських лісівників.
- Борейко В. Е., Бриних В. А., Парникоза И. Ю. Заповедность (пассивная охрана природы). Теория и практика. — К.: КЭКЦ, 2015. — 112 с. http://ecoethics.ru/wp-content/uploads/2015/06/int_zapovednost_2015.pdf [Архівовано 22 грудня 2015 у Wayback Machine.]
- Борейко В. Е. Последние островки свободы. История украинских заповедников и заповедности (пассивной охраны природы) (10 век-2015 г.). — К.: КЭКЦ, 2015. — 240 с. http://ecoethics.ru/wp-content/uploads/2015/07/int_ostrovki_svob_2015.pdf [Архівовано 15 серпня 2015 у Wayback Machine.]
- Новости кампании «Идем в Европу — строим заповедность» http://ecoethics.ru/novosti-kampanii-idem-v-evropu-stroim-zapovednost-s-9-04-2015-po-1-06-2014/ [Архівовано 4 березня 2016 у Wayback Machine.]
- Санітарні рубки — злочин проти природи http://necu.org.ua/sanitarni-rubky-zlochyn-proty-pryrody/ [Архівовано 20 липня 2015 у Wayback Machine.]
- Тузов В. Е., Калиниченко Э. М., Рябинков В. А. Методы борьбы с болязнями и вредителями леса. — М., 2003. http://www.rcfh.ru/userfiles/files/5_metody_borby_s_BiV%281%29.pdf [Архівовано 30 березня 2015 у Wayback Machine.]
- Мешкова В. Л. Целесообразность и сроки проведения санитарных мероприятий в лесах с учетом сроков сезонного развития насекомых и особенностей микроклимата http://www.lesovod.org.ua/node/8280 [Архівовано 24 жовтня 2016 у Wayback Machine.]
- Мєшкова В. Л. Наукові й виробничі проблеми захисту лісу, 2012 http://www.uriffm.org.ua/files/meshkova_nubip_el12_2.pdf%5Bнедоступне+посилання+з+липня+2019%5D
- Новая кампания КЭКЦ «Нет рубкам леса в заповедниках, национальных парках и других обьектах ПЗФ» http://ecoethics.ru/novaya-kampaniya-kekts-net-rubkam-lesa-v-zapovednikah-i-natsionalnyih-parkah-3/ [Архівовано 21 березня 2016 у Wayback Machine.]

## Виноски
1. 1 2 3  Правила поліпшення якісного складу лісів
2. 1 2 3  Санітарні правила в лісах України
3. 1 2 3 4 5 6 7 8 9  Новая кампания КЭКЦ "Нет рубкам леса в заповедниках, национальных парках и других обьектах ПЗФ "http://ecoethics.ru/novaya-kampaniya-kekts-net-rubkam-lesa-v-zapovednikah-i-natsionalnyih-parkah-3/ [Архівовано 21 березня 2016 у Wayback Machine.]
4. ↑  Тузов В. Е., Калиниченко Э. М., Рябинков В. А. Методы борьбы с болязнями и вредителями леса. — М., 2003. http://www.rcfh.ru/userfiles/files/5_metody_borby_s_BiV%281%29.pdf [Архівовано 30 березня 2015 у Wayback Machine.]
5. ↑  Мешкова В. Л. Целесообразность и сроки проведения санитарных мероприятий в лесах с учетом сроков сезонного развития насекомых и особенностей микроклимата http://www.lesovod.org.ua/node/8280 [Архівовано 24 жовтня 2016 у Wayback Machine.]
6. ↑  Мєшкова В. Л. Наукові й виробничі проблеми захисту лісу, 2012 http://www.uriffm.org.ua/files/meshkova_nubip_el12_2.pdf%5Bнедоступне+посилання+з+липня+2019%5D
7. ↑  Мєшкова В. Л. Динамика санітарного стану дубових деревостанів у лівобережному лісостепу України після проведення лісогосподарських заходів // Лісовий журнал. — 2011. — № 1. — С. 28-32.
8. ↑  Негруцкий С. Ф. Корневая губка. — М.: Лесн. пром-сть, 1973. — 120 с.
9. 1 2  Краснитский А. М. Лесохозяйственные мероприятия и их место в заповедном деле (о рубках леса в заповедниках) // Бюлл. МОИП, отд. биол. — 1975. — № 2. — С. 18-29.
10. 1 2  Борейко В. Е., Бриних В. А., Парникоза И. Ю. Заповедность (пассивная охрана природы). Теория и практика. — К.: КЭКЦ, 2015. — 112 с. http://ecoethics.ru/wp-content/uploads/2015/06/int_zapovednost_2015.pdf [Архівовано 22 грудня 2015 у Wayback Machine.]
11. ↑  Борейко В. Е. Последние островки свободы. История украинских заповедников и заповедности (пассивной охраны природы) (10 век-2015 г.). — К.: КЭКЦ, 2015. — 240 с. http://ecoethics.ru/wp-content/uploads/2015/07/int_ostrovki_svob_2015.pdf [Архівовано 15 серпня 2015 у Wayback Machine.]
12. 1 2  Червона книга України. Тваринний світ. — К.: Глобалконсалтинг, 600 с.
13. ↑  Червона книга України. Рослинний світ. — К.: Глобалконсалтинг, 900 с.
14. ↑  Влащенко А. С. Вплив лісогосподарської діяльності на кажанів та їх охорона в лісах України // Заповідна справа в Україні. — 2010. — Вип. 1. — С. 44-50.
15. ↑  Гутовски Е., Бобец А., Павлячик П., Зуб К. 2003, Зачем лесу — мертвая древесина? — Свебодин, Клуб натуралистов, Польша. — 63 с.
16. ↑  Американские ученые предложили оставлять ветровалы «на произвол судьбы» // Гуманитарный экол. журн. — 2014. — № 4. — С.15-16.
17. ↑  Експертні висновки щодо негативного впливу санітарних рубок у заповідниках на біорізноманіття // Гуманитарный экол. журн. — 2015. — № 3. — С. 1-8.
18. ↑  Мертва деревина — живі ліси // WWF-report. — 2004, жовтень. — 16 с.
19. 1 2  Санітарні рубки — злочин проти природи http://necu.org.ua/sanitarni-rubky-zlochyn-proty-pryrody/ [Архівовано 20 липня 2015 у Wayback Machine.]
20. ↑  Новости компании «Идем в Европу — строим заповедность» http://ecoethics.ru/novosti-kampanii-idem-v-evropu-stroim-zapovednost-s-9-04-2015-po-1-06-2014/ [Архівовано 4 березня 2016 у Wayback Machine.]
21. 1 2 3  Санітарні правила в лісах України. Архів оригіналу за 4 грудня 2016. Процитовано 26 листопада 2016.
22. 1 2 3  Экологи добились знаковых изменений в Санитарные правила в лесах Украины. Что еще нужно сделать для охраны леса. Архів оригіналу за 27 листопада 2016. Процитовано 26 листопада 2016.